# Dusona varipes
Dusona varipes là một loài tò vò trong họ Ichneumonidae.